# Philippe Bergeroo
Philippe Bergeroo (Ciboure, 1954. január 13. –) Európa-bajnok francia labdarúgó, kapus, edző.

## Pályafutása

### Klubcsapatban
1969 és 1971 között a Saint-Jean-de-Luz korosztályos csapatában kezdte a labdarúgást. 1971 és 1978 között a Bordeaux, 1978 és 1983 között a Lille, 1983 és 1988 között a Toulouse FC kapusa volt. 1988-ban hagyta abba az aktív labdarúgást.

### A válogatottban
1979 és 1984 között három alkalommal szerepelt a francia válogatottban. 1984-ben a hazai rendezésű Európa-bajnokságon aranyérmes lett a válogatottal. 1986-os világbajnokságon Mexikóban is részt vett, ahol bronzérmet szerzett az együttessel. Egyik tornán sem szerepelt mérkőzésen.

### Edzőként
1988 és 1990 között az INSEP csapatánál kezdte az edzősködést. 1990 és 1998 között a francia válogatott kapusedzője volt. 1998 és 2001 között a Paris Saint-Germain csapatánál volt előbb segédedző, majd 1999-től vezetőedző. 2002-ben a Rennes szakmai munkáját irányította. 2003-04-ben az U17-es francia válogatott szövetségi edzője volt. 2013 óta a francia női válogatott szövetségi kapitánya.

## Sikerei, díjai
Franciaország
- Európa-bajnokság
  - aranyérmes: 1984, Franciaország
- Világbajnokság
  - bronzérmes: 1986, Mexikó